# Stefan Gaisreiter
Stefan Gaisreiter, né le 10 décembre 1947 à Murnau am Staffelsee, est un bobeur ouest-allemand notamment médaillé de bronze olympique en 1972.

## Biographie
Aux Jeux olympiques d'hiver de 1972 organisés à Sapporo au Japon, Stefan Gaisreiter est médaillé de bronze en bob à quatre avec Wolfgang Zimmerer, Peter Utzschneider et Walter Steinbauer. Pendant sa carrière, il remporte également six médailles aux championnats du monde : l'or en bob à quatre en 1969 et 1979, l'argent en bob à deux en 1979 ainsi que le bronze en bob à quatre en 1971 et 1973 et à deux en 1977.

## Palmarès

### Jeux Olympiques
- : médaillé de bronze en bob à 4 aux JO 1972.

### Championnats monde
- : médaillé d'or en bob à 4 aux championnats monde de 1969 et 1979.
- : médaillé d'argent en bob à 2 aux championnats monde de 1979.
- : médaillé de bronze en bob à 2 aux championnats monde de 1977.
- : médaillé de bronze en bob à 4 aux championnats monde de 1971 et 1973.